# Mata de Hoz
Mata de Hoz es una localidad del municipio de Valdeolea (Cantabria, España), al sur de la Sierra de Híjar.  La localidad se encuentra a 989 metros de altitud sobre el nivel del mar, y a 9 kilómetros de la capital municipal, Mataporquera. En el año 2024 contaba con una población de 22 habitantes (INE).

## Paisaje y naturaleza
Mata e Hoz consta de dos barrios a ambos lados de la carretera comarcal, por la que se accede. El más bajo se sitúa ene el centro del valle dominando la fértil vega del Camesa, mientras el de arriba aprovecha ya las primeras cuestas del Endino y del Collado de Somahoz, para natural hacia los terrenos de Campoo de Suso.

## Patrimonio histórico
En los términos de la Mata de Hoz nos encontramos con distintos vestigios de época romana, algo que sucede en mayor o menor medida por todo Valdeolea. Cerca del límite provincial de Palencia se encuentra el puente de Rojadillo. Su aspecto no se corresponde con el original de fábrica romana, pero coincide plenamente con el trazado de la calzada que se desgajaba en Campoo de Mercadillo de la vía principal Pisoraca- Portus Blendium, ascendiendo por el Collado de Somahoz (se conserva algún lienzo de calzada) para atraviesa después Campoo e internarse por los montes del Saja hasta alcanzar algún puerto del Cantábrico. 
Recientemente, se ha descubierto un fragmento de una ara votiva dedicada al dios Júpiter (Iovi) formando parte del pavimento del jardín de una casa, que se puede relacionar con el ara de Olea que se guarda en su iglesia de San Miguel.
El patrimonio de Mata de Hoz, (aparte de alguna casona de sillería en el barrio bajo) se centra en la iglesia de San Juan Bautista (Bien de Interés Cultural desde 1993.). Es románica, de mediados del siglo XII y consta de nave única, ábside semicircular y espadaña a los pies, aunque cuenta con distintos añadidos de los siglos posteriores que enmascaran la mayor parte de su primitiva esencia. Es edificio modesto de ámbito rural, con toscas representaciones escultóricas que se centran en la decoración de los canecillo, en la portada abocinada (tras el pórtico y embutido en la sacristía) y en los capiteles del arco triunfal. Lo más original de la iglesia es el conjunto de pinturas murales góticas de las décadas finales del siglo XV que cubren el tramo intermedio y la bóveda de horno del ábside. Están en total conexión estilística con las pinturas de La Loma y de Las Henestrosas de las Quintanillas y con las de foco del norte de Palencia ejecutadas por el “maestro de San Felices”, el pintor que firmó los frescos de la iglesia de San Felices de Castillería con la que hay una patente (colores planos sin gradación tonal, independencia de las escenas con escuadre, tímida aplicación de la perspectiva, etc), pero la adscripción al gótico es palpable en la humanidad de las escenas, el expresionismo de los personajes y la acusada narratividad. La iconografía sigue el ciclo del Nacimiento de Cristo con la Anunciación, Visitación, Nacimiento, Adoración de los Magos y Circuncisión. En el muro del ábside, la aspillera que ilumina la iglesia sirve de separación a las dos escenas que completan el programa, con temas en relación con el patrono de la iglesia: el amor incestuoso de Herodes Antipas junto al prendimiento del Bautista y el banquete de Herodes y Salomé recibiendo la cabeza degollada del santo.
En Mata de Hoz da comienzo la Ruta del Camesa Joven (SL-S 31).
- Datos: Q6005647